# Resnova
Resnova is een geslacht uit de aspergefamilie. De soorten komen voor in Zuid-Afrika.

## Soorten
- Resnova humifusa
- Resnova lachenalioides
- Resnova maxima
- Resnova minor
- Resnova pilosa